# Janus颗粒

Janus颗粒的示意图：A和B表示具有不同物理或化学性质的两个表面。

Janus颗粒是表面由两个或两个以上不同物理性质的成分构成的特殊类型的纳米颗粒。这种独特的Janus纳米颗粒表面可以让两种不同类型的化学性质呈现在同一颗粒上。一个简单的例子就是将纳米颗粒分割为两个不同的部分，每个部分都由不同的材料或者修饰有不同的官能团构成的，这样便得到了Janus纳米颗粒。例如，Janus纳米颗粒的表面可以由一半亲水基团和一半疏水基团构成。这使这些颗粒具有与其不对称结构和（或）其功能化相关的独特性质。

## 合成
Janus颗粒的合成需要有选择性地得到具有不同化学性质的各组分，而每个组分需要廉价、高效且可靠的制备路线并得到高产率。最初这是一项艰巨的任务，但是在过去十年中，人们改进了方法，使合成Janus颗粒更加容易。目前，主要有三种方法合成Janus纳米粒子。